# 月光信州號列車
月光信州（日语： Moonlight Shinshū */?）號列車是由東日本旅客鐵道（JR東日本）運行於新宿站至松本站/信濃大町站/白馬站之間的臨時夜行快速列車，途經中央本線、篠之井線和大糸線。為月光號列車系列之一。
本條目將會記載過往運行於中央東線（中央本線一部分，東京站 - 鹽尻站）的夜間急行列車、快速列車和普通列車之變遷。

## 概要
月光信州列車於2002年（平成14年）12月1日時間表修正起開始運行，當時為一列臨時快速列車，取代了當日廢止的急行「阿爾卑斯」。
另外，2018（平成30）年年尾執行下行列車班次後，以及2019（平成31）年行走「諏訪湖花火大會」號上行列車班次後，再未有開設月光信州班次。

### 運行概況
「月光信州」為一列臨時列車，主要只有下行班次，以及在多乘客時期行走。通常列車編號為81號，另外可能會增設91號班次。
曾經「月光信州」的乘客是登山者與滑雪人士。在近年的乘客多為持有青春18車票的人士，那些乘客會在終點站白馬站轉乘大糸線其他列車北上前往糸魚川，再在該站前往日本海縱貫線沿線車站，又或者在松本站轉乘列車前往長野方向，又或者在前一個站的鹽尻站轉乘列車前往中央西線。特別是於鹽尻站轉乘中央西線的乘客，這些乘客是無法購買「月光長良號列車」列車的座位指定票的情況下，為從東京前往名古屋方向的替代路線，當「月光長良」列車暫停服務日，「月光信州」的指定席票會瞬間售罄。
關於上行列車，只在急行「阿爾卑斯」時代出現定期列車班次。在2010年（平成22年）起，每年2次於上諏訪站附近舉行諏訪湖祭湖上煙花大會當日深夜（活動完結後）會設有臨時上行班次。而設有下行列車服務的日子，列車會從長野綜合車輛中心以不載客列車身份前往新宿站。
在2010年（平成22年）至2017年（平成29年），「月光信州」會增設90號，以及於山梨縣內較多停車站的92號班次。當中，只於2018年（平成30年）內設有90號班次。

### 停車站
| \| 路線名稱 \| 中央本線 \| 中央本線 \| 中央本線 \| 中央本線 \| 中央本線 \| 中央本線 \| 中央本線 \| 中央本線 \| 中央本線 \| 中央本線 \| 中央本線 \| 中央本線 \| 中央本線 \| 中央本線 \| 中央本線 \| 中央本線 \| 中央本線 \| 中央本線 \| 篠之井線 \| 篠之井線 \| 大糸線 \| 大糸線 \| 大糸線 \| 大糸線 \| 大糸線 \| \| 站名 \| 新宿 \| 立川 \| 八王子 \| 高尾 \| 大月 \| 鹽山 \| 山梨市 \| 石和溫泉 \| 甲府 \| 龍王 \| 韮崎 \| 小淵澤 \| 富士見 \| 茅野 \| 上諏訪 \| 下諏訪 \| 岡谷 \| 辰野 \| 鹽尻 \| 松本 \| 豐科 \| 穗高 \| 信濃大町 \| 神城 \| 白馬 \| \| ------------- \| -------- \| -------- \| -------- \| -------- \| -------- \| -------- \| -------- \| -------- \| -------- \| -------- \| -------- \| -------- \| -------- \| -------- \| -------- \| -------- \| -------- \| -------- \| -------- \| -------- \| ------ \| ------ \| -------- \| ------ \| ------ \| \| 81號 \| ● \| ● \| ● \| - \| - \| - \| - \| - \| ● \| - \| - \| - \| ● \| ● \| ● \| ● \| ● \| ＝ \| ● \| ● \| ● \| ● \| ● \| ● \| ● \| \| 90號[train 1] \| ● \| ● \| ● \| - \| ● \| - \| - \| - \| ● \| - \| - \| ● \| - \| - \| ● \| - \| - \| - \| - \| - \| - \| - \| - \| - \| - \| \| 91号[train 2] \| ● \| ● \| ● \| - \| - \| - \| - \| - \| ● \| - \| - \| - \| ● \| ● \| ● \| ● \| ● \| ＝ \| ● \| ● \| ● \| ● \| ● \| ● \| ● \| \| 92号[train 3] \| ● \| ● \| ● \| - \| ● \| ● \| ● \| ● \| ● \| ● \| ● \| ● \| - \| - \| ● \| - \| - \| - \| - \| - \| - \| - \| - \| - \| - \| |          |          |          |          |          |          |          |          |          |          |          |          |          |          |          |          |          |          |          |          |        |        |          |        |        |
| - ●：停車 - ―：通過 - ＝：不途經此站 1. 2. 3. - 81號（91號）途經新線（鹽嶺隧道）。 |          |          |          |          |          |          |          |          |          |          |          |          |          |          |          |          |          |          |          |          |        |        |          |        |        |
| 路線名稱 | 中央本線 | 中央本線 | 中央本線 | 中央本線 | 中央本線 | 中央本線 | 中央本線 | 中央本線 | 中央本線 | 中央本線 | 中央本線 | 中央本線 | 中央本線 | 中央本線 | 中央本線 | 中央本線 | 中央本線 | 中央本線 | 篠之井線 | 篠之井線 | 大糸線 | 大糸線 | 大糸線   | 大糸線 | 大糸線 |
| 站名 | 新宿     | 立川     | 八王子   | 高尾     | 大月     | 鹽山     | 山梨市   | 石和溫泉 | 甲府     | 龍王     | 韮崎     | 小淵澤   | 富士見   | 茅野     | 上諏訪   | 下諏訪   | 岡谷     | 辰野     | 鹽尻     | 松本     | 豐科   | 穗高   | 信濃大町 | 神城   | 白馬   |
| 81號 | ●        | ●        | ●        | -        | -        | -        | -        | -        | ●        | -        | -        | -        | ●        | ●        | ●        | ●        | ●        | ＝       | ●        | ●        | ●      | ●      | ●        | ●      | ●      |
| 90號 | ●        | ●        | ●        | -        | ●        | -        | -        | -        | ●        | -        | -        | ●        | -        | -        | ●        | -        | -        | -        | -        | -        | -      | -      | -        | -      | -      |
| 91号 | ●        | ●        | ●        | -        | -        | -        | -        | -        | ●        | -        | -        | -        | ●        | ●        | ●        | ●        | ●        | ＝       | ●        | ●        | ●      | ●      | ●        | ●      | ●      |
| 92号 | ●        | ●        | ●        | -        | ●        | ●        | ●        | ●        | ●        | ●        | ●        | ●        | -        | -        | ●        | -        | -        | -        | -        | -        | -      | -      | -        | -      | -      |

### 使用車輛、編成
所有車輛均為指定席。
- 183、189系
- E257系
- E351系

## 其他列車

### 「Fantasy舞濱」
在2002年7月，開設了行走於東京站至穗高站之間的快速「RunRun舞濱」。同年12月開設「Fantasy舞濱」，該列車設有下行夜間班次與上行日間班次。使183、189系行走，以6卡編成，其中1號車為女性專用車廂。
- 在1990年至1997年之間，曾經設有夜行快速列車行走於舞濱站至長野站之間，途經信越本線、高崎線、武藏野線和京葉線，當時使用169系行走。該列車原則停靠橫川站，但是不作上落客。

### 「Bay Dream横濱」
在2008年9月13日至14日之間，為了紀念橫濱線開業100周年，開設了臨時快速「Bay Dream横濱號」，列車行走於磯子站、櫻木町站至松本站、白馬站之間。
- 下行為夜間列車，上行為日間列車。
- 列車途經八王子站，並於該站轉入橫濱線，在中央東線內使用「月光信州」的時間表。

### 「諏訪湖煙花大會號」
在2019年8月16日與9月7日開設了行走於上諏訪〜新宿之間的上行列車班次。列車使用由松本車輛中心所屬的E257系9卡編成。在2018年前會以月光信州90、92號的名義行走。8月16日與9月7日的出發時間相異，但是到達新宿的時間相同。停車站與月光信州90號相同，停靠上諏訪、小淵澤、甲府、大月、八王子、立川和新宿。另外列車於富士見站(只限9月7日)和山梨市站運輸停車。此外，由於2020年新冠病毒的影響，諏訪湖煙花大會沒有舉行，因此也沒有開設臨時班次。

## 中央東線夜行急行、快速、普通列車演變
中央東線在1993年（平成5年）12月前設有主要為登山客而設的夜行普通列車班次。

### 戰前
- 1906年（明治39年）6月：中央本線昌平橋站[註 1]至鹽尻站之間（中央東線）全線開通。
- 1911年（明治44年）5月：鹽尻站至名古屋站之間（中央西線）全線開通。開始設有行走於飯田町站至名古屋站之間的直通夜行列車705、706列車。
- 1913年（大正2年）4月：新設行走於飯田町站至長野站之間的夜間列車，共有1往返班次。
- 1921年（大正10年）6月：開始連結二等臥鋪車。
- 1922年（大正11年）3月：飯田町站至長野站之間的夜間列車增至2往返班次。但是新加的班次不連結臥鋪車廂。
- 1923年（大正12年）7月：增加至3往返班次。
- 1927年（昭和2年）1月：削減至2往返班次。
- 1931年（昭和6年）7月：開設行走於飯田町站至甲府站之間的臨時夜行列車班次，只有下行1班。
- 1933年（昭和8年）9月：飯田町站的旅客業務許廢止。長距離列車自此從新宿站到發。
- 1934年（昭和9年）：新設行走於甲府站至名古屋站之間的長距離列車。
- 1938年（昭和13年）2月：途經中央本線，行走於新宿站至名古屋站之間的直通列車暫時消滅。
- 1944年（昭和19年）4月：行走於新宿站至長野站之間列車不再連結臥鋪車廂。
- 1945年（昭和20年）6月：由於戰局惡化，新宿站至長野站之間列車班次削減至1往返班次，只有下行夜間與上行日間班次。新宿站至名古屋站之間的直通列車[註 2]重開，設有下行日間與上行夜間班次。

### 戰後

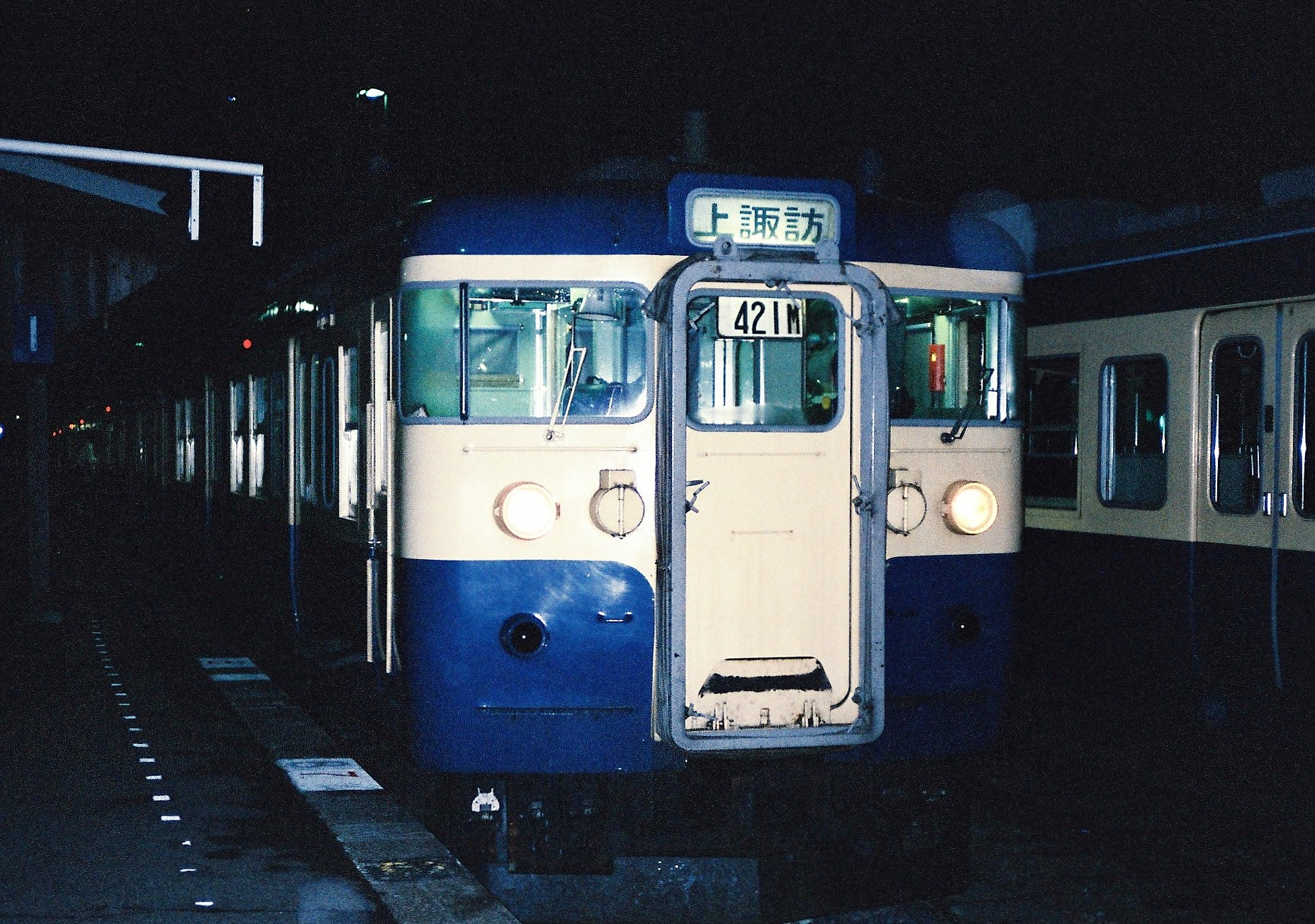
前往上諏訪的夜行列車（小淵澤站，1989年3月22日）

- 1950年（昭和25年）10月：開設中央東線的夜行普通列車班次，行走於新宿站至長野站之間，只有1往返班次，班次編號為407、408列車[註 3]。
  - 後來隨著戰後回復和平後，開始開設短距離登山客向的臨時夜行列車[註 4]。
- 1972年（昭和47年）3月 - 11月：為中央東線下行夜行列車最頂盛時期。
  - 在黄金周期間，除了定期普通列車425列車（改為419列車）外，還有臨時夜行普通列車前往甲府站、上諏訪站和河口湖站等，一共有3至5班。另外也有急行「阿爾卑斯」「蓼科」，定期2班、臨時7班列車。
  - 在週末晚上有許多登山客乘車，因此下行列車班次較多（包含臨時班次）。而上行定期普通列車中，只有426列車（後來改為418列車）與急行「阿爾卑斯」，定期1班、臨時1班列車。
- 1975年（昭和50年）3月：在時間表修正中，425、426列車改用電動列車，班次改為441M、442M。
  - 425、426列車曾經改為電動列車時遭到反對。
  - 為了回應反對聲音，國鐵開設了行走於新宿站至岡谷站之間的下行臨時客車列車。直至1984年（昭和59年）9月前也有臨時班次。
- 1985年（昭和60年）3月：442M廢止。441M（後來為421M）以上諏訪為終點站。
- 1988年（昭和63年）4月：14系座席車4卡與14系臥鋪車2卡連結，以行走前往白馬站的臨時急行「阿爾卑期91號」。列車從新宿站出發，但是部分日子會從千葉站出發[註 5]。直至1992年（平成4年）8月前也有臨時班次。
- 1992年（平成4年）3月：421M改為1521M，同時改變終點站為甲府[註 6]。
- 1993年（平成5年）12月：1521M廢止[註 7]。從此以後便只有前往松本的臨時快速8421M班次，該班次在1998年（平成10年）5月後再沒有營運。
- 2002年（平成14年）7月：開設行走於東京站至穗高站之間的快速「RunRun舞濱」。同時開設使用115系行走於新宿站 - 松本站、白馬站之間的臨時快速列車。該列車在秋季使用來自松本電車區的「梓」183、189系，全車為指定席。行走於新宿站 - 長野站、白馬站之間的列車愛稱為「白樺白馬」「白樺長野」「白樺新宿」。
- 2002年（平成14年）12月1日：實施時間表修正，急行「阿爾卑斯」廢止。「月光信州」開始運輸[1]。「RunRun舞濱」改名為「Fantasy舞濱」。
- 2018年（平成30年）
  - 9月1日 :上行月光信州90號最後一天行走
  - 12月30日：下行列車最後一天行走
- 2019年（令和元年）
  - 8月16日、9月7日:上行開設月光信州90、92號的後繼班次「諏訪湖煙花大會」號。